# Cástulo Guerra
Cástulo Guerra (* 24. August 1945 in Córdoba) ist ein argentinischer Schauspieler.

## Leben
Guerra wurde als Sohn von María Sola und des argentinischen Politikers und Autoren Cástulo Guerra geboren. Er wuchs in Salta auf, der Hauptstadt der gleichnamigen Provinz im Nordwesten des Landes. Ab 1959 besuchte er die Sekundarstufe am Colegio Nacional. Als 1962 der Film Taras Bulba mit Yul Brynner und Tony Curtis in den Hügeln von Salta gedreht wurde, war sein Interesse für die Schauspielerei geweckt.
Guerra begann 1963 zunächst Medizin an der Nationalen Universität Tucumán zu studieren, auch auf Wunsch des Vaters. In San Miguel de Tucumán kam er mit dem Theater in Berührung und entschied sich schließlich sein Medizinstudium zugunsten eines Schauspiel- und Englischstudiums aufzugeben. An der Escuela de Arte Dramático der Nationalen Universität Tucumán studierte er Schauspiel unter Guido Torres und erlernte auf den Bühnen der Stadt den Beruf des Schauspielers. 1968 musste Guerra seinen Wehrdienst antreten und seine Ausbildung unterbrechen, blieb dem Studium aber im Anschluss treu und verbrachte fast acht Jahre in Tucumán.
1971 erhielt er ein Fulbright-Stipendium für Graduiertenstudien im Bereich Internationales Theater an der Universität von Kansas in Lawrence.
Er ist seit dem 15. Dezember 1972 mit der ehemaligen Produktionsleiterin Christy Claire Risska verheiratet. Das Paar lebt in Los Angeles und hat zwei Kinder.

## Karriere
Erste Erfahrungen auf der großen Bühne sammelte er in der Rolle des „Spielers“ am Teatro Universitario de Tucumán (dt. Theater der Universität von Tucumán) in einer Produktion von Tom Stoppards Rosenkrantz und Güldenstern sind tot. 1971 wechselte er zusammen mit der Produktion an das Teatro Cervantes in Buenos Aires und im selben Jahr an die Universität von Kansas, wo er die Rolle an der Seite von Mandy Patinkin in englischer Sprache spielte.
Nach dem Ende seiner Ausbildung kam er 1972 nach New York City, wo er sich dem experimentellen Theater widmete. Mit einem Stipendium der Henry-Ford-Stiftung gründete er 1973 das Free Theater Lab, das unter anderem Werke von Fernando Arrabal und T. S. Eliot an unkonventionellen Spielstätten wie dem Theatre at Saint Clements am Broadway, der Cathedral of Saint John the Divine (dt. Kathedrale des Heiligen Johannes des Göttlichen) und dem Union Theological Seminary aufführte. Zu dieser Zeit war er Schlagzeuger in der Band Tragic Flaw, zusammen mit Steve Anderson (Gitarre und Gesang) und seiner späteren Frau Christy Claire Risska (Bass); sie spielten oft im historischen New Yorker Punk-Club CBGB.
Im Jahr 1975 kehrte Guerra mit dem Solostück Holiday for a Unicorn nach Argentinien zurück, das er während der Militärdiktatur unter politischer Kontrolle aufführte.
Nach seiner Rückkehr nach New York im Jahr 1979 trat er im selben Jahr beim New York Shakespeare Festival im Central Park neben Raúl Juliá und Richard Dreyfuss in Othello, der Mohr von Venedig auf und zusammen mit Morgan Freeman und Denzel Washington in einer Inszenierung von Coriolanus. Er spielte auch in Off-Broadway-Aufführungen und hatte Engagements in Baltimore (Center Stage) und Washington, D.C. (Arena Stage): so war er in Watch On The Rhine, Much Ado About Nothing, Galileo, The Suicide, Undiscovered Country und Animal Crackers zu sehen.
1982 zog es Guerra nach Los Angeles und er hatte erste Rollen vor der Kamera. Er war in der Seifenoper Search for Tomorrow und ein Jahr später im Film Zwei vom gleichen Schlag zu sehen. Es begann eine über 40 Jahre andauernde Karriere im Film und Fernsehen. Neben zahlreichen Haupt- und Nebenrollen in Fernsehserien war er auch in Filmen und Fernsehfilmen wie Sie nannten ihn Stick, Ärger, nichts als Ärger, Nuts… Durchgedreht, Sunset – Dämmerung in Hollywood, Terminator 2 – Tag der Abrechnung, Caught in the Act, Die üblichen Verdächtigen, Unter Anklage – Der Fall McMartin, Der Rasenmäher-Mann 2 – Beyond Cyberspace, Amistad, Lethal Invasion – Attacke der Alien-Viren, Running Woman, The Mexican, Live aus Bagdad, Alamo – Der Traum, das Schicksal, die Legende, Die Prophezeiungen von Celestine, Pete Smalls Is Dead und The Purge: Anarchy zu sehen. Als Sprecher vertonte er auch Dokumentationen, Computerspiele und Animationsserien.
1986 spielte er in der Ensemble-Produktion von Green Card im Mark Taper Forum in Los Angeles und 1987 in The Tempest im La Jolla Playhouse. Er blieb dem Theater immer verbunden und spielt jährlich den Bischof in der Multimedia-Produktion La Virgen de Guadalupe in der Kathedrale von Nuestra Señora de Los Angeles.
Guerra ist Mitglied der Gewerkschaft SAG-AFTRA, einem Zusammenschluss aus den ehemals eigenständigen Gewerkschaften Screen Actors Guild (SAG) und American Federation of Television and Radio Artists (AFTRA); er ist ebenfalls Mitglied der Actors’ Equity Association (AEA).
Im deutschen Sprachraum wurde Cástulo Guerra unter anderem von Rolf Becker, Friedrich Georg Beckhaus, Detlef Bierstedt, Eckhard Bilz, Reinhard Brock, Frank Ciazynski, Wolfgang Condrus, Arne Elsholtz, Joscha Fischer-Antze, Norbert Gastell, Helmut Gauß, René Geney, Norbert Gescher, Michael Grimm, Klaus Guth, Thomas Hailer, Jürgen Heinrich, Alexander Herzog, Klaus Jepsen, Konrad Krauss, Karl-Heinz Krolzyk, Tobias Lelle, Miguel Levin, Erich Ludwig, Fred Maire, Lothar Mann, Stefan Müller-Ruppert, Klaus Münster, Eberhard Prüter, Christian Rode, Willi Röbke, Marc Rosenberg, Jose Segura-Bustamante, Bashir Shaban, Jan Spitzer, Stefan Staudinger, Jochen Striebeck und Dieter Zöllter synchronisiert.

## Filmografie (Auswahl)

### Film
- 1979: Coriolanus
- 1983: Jacobo Timerman: Prisoner Without a Name, Cell Without a Number (Fernsehfilm)
- 1983: Zwei vom gleichen Schlag (Two of a Kind)
- 1985: Sie nannten ihn Stick (Stick)
- 1986: Verrat an der Liebe (Just Between Friends)
- 1986: Ärger, nichts als Ärger (A Fine Mess)
- 1986: Der Junge vom schwarzen Fluß (Where the River Runs Black)
- 1987: Tödlicher Verrat (Desperate, Fernsehfilm)
- 1987: Das Recht zu sterben (Right to Die, Fernsehfilm)
- 1987: Nuts… Durchgedreht (Nuts)
- 1988: Sunset – Dämmerung in Hollywood (Sunset)
- 1991: Terminator 2 – Tag der Abrechnung (Terminator 2: Judgment Day)
- 1991: Kalter Himmel (Cold Heaven)
- 1991: Living a Lie (Fernsehfilm)
- 1992: Fifteenth Phase of the Moon (Fernseh-Kurzfilm)
- 1993: Stage Fright – Eine Gurke erobert Hollywood (The Pickle)
- 1993: Caught in the Act (Fernsehfilm)
- 1993: The Discoverers (Dokumentation, IMAX-Kurzfilm)
- 1995: Die üblichen Verdächtigen (The Usual Suspects)
- 1995: Flirt mit einem Serienmörder (Bodily Harm)
- 1995: Das tödliche Dreieck (Deadline for Murder: From the Files of Edna Buchanan, Fernsehfilm)
- 1995: Die Geschichte der Indianer – 500 Nations (500 Nations, Dokumentation)
- 1995: Unter Anklage – Der Fall McMartin (Fernsehfilm)
- 1996: Der Rasenmäher-Mann 2 – Beyond Cyberspace (Lawnmower Man 2: Beyond Cyberspace)
- 1996: Geschäft mit dem Leben (For the Future: The Irvine Fertility Scandal, Fernsehfilm)
- 1997: Amistad
- 1997: Lethal Invasion – Attacke der Alien-Viren (Invasion)
- 1998: Skyjacker – Jagd in den Wolken (The Perfect Getaway, Fernsehfilm)
- 1998: Running Woman
- 1998: No Salida
- 1999: Blink of an Eye
- 2001: Moonbeams
- 2001: The Mexican
- 2002: Live aus Bagdad (Live from Baghdad, Fernsehfilm)
- 2003: Scooby-Doo! Und das Monster von Mexiko (Scooby-Doo! and the Monster of Mexico, Stimme)
- 2004: Alamo – Der Traum, das Schicksal, die Legende (The Alamo)
- 2005: Meet Me in Miami
- 2006: Die Prophezeiungen von Celestine (The Celestine Prophecy)
- 2009: Spoken Word
- 2009: Abuelo (Kurzfilm)
- 2010: Our Family Wedding
- 2010: Pete Smalls Is Dead
- 2010: Undocumented
- 2010: Misdirection (Kurzfilm)
- 2011: Hijo de mi Madre (Kurzfilm)
- 2011: Beverly Hills Chihuahua 2
- 2012: Bless Me, Ultima
- 2013: Hamelin (Kurzfilm)
- 2013: A Private Act (Kurzfilm)
- 2014: The Purge: Anarchy
- 2015: Islandman (Kurzfilm)
- 2017: The Aliens
- 2018: José (Kurzfilm)
- 2019: Badur Hogar
- 2019: Historias Breves 17
- 2020: Deathstroke: Knights & Dragons: The Movie (Stimme)

### Fernsehserien
- 1982: Henderson (Search for Tomorrow, 8 Folgen)
- 1984: Silver Spoons (eine Folge)
- 1985: Trio mit vier Fäusten (Riptide, Folgen)
- 1986: Ein Colt für alle Fälle (The Fall Guy, eine Folge)
- 1986: Das A-Team (The A-Team, eine Folge)
- 1987: Remington Steele (2 Folgen)
- 1987: Shell Game (eine Folge)
- 1987: Der Mann vom anderen Stern (Starman, eine Folge)
- 1985; 1987: Hunter (2 Folgen)
- 1987: Die Schöne und das Biest (Beauty and the Beast, eine Folge)
- 1987: Die glorreichen Zwei (Houston Knights, eine Folge)
- 1988: Eisenhower & Lutz (Eisenhower and Lutz, eine Folge)
- 1988: Beverly Hills Buntz (eine Folge)
- 1986–1989: Falcon Crest (15 Folgen)
- 1989: Raumschiff Enterprise – Das nächste Jahrhundert (Star Trek: The Next Generation, eine Folge)
- 1990: 21 Jump Street – Tatort Klassenzimmer (21 Jump Street, eine Folge)
- 1990: Endstation Gerechtigkeit (Equal Justice, eine Folge)
- 1990: L.A. Law – Staranwälte, Tricks, Prozesse (L.A. Law, eine Folge)
- 1992: California Clan (Santa Barbara, 9 Folgen)
- 1991–1993: Die Staatsanwältin und der Cop (Reasonable Doubts, 4 Folgen)
- 1994: Superman – Die Abenteuer von Lois & Clark (Lois & Clark: The New Adventures of Superman, eine Folge)
- 1995: Charlie Grace – Der Schnüffler (Charlie Grace, eine Folge)
- 1996: Die neuen Abenteuer von Jonny Quest (The Real Adventures of Jonny Quest, Stimme, eine Folge)
- 1997: Baywatch Nights (eine Folge)
- 1997: Superman (Stimme, eine Folge)
- 1997: Michael Hayes – Für Recht und Gerechtigkeit (Michael Hayes, eine Folge)
- 1999: Brimstone (eine Folge)
- 1999: Sechs unter einem Dach (Get Real, 2 Folgen)
- 2000: Ein Hauch von Himmel (Touched by an Angel, eine Folge)
- 2000: Nash Bridges (eine Folge)
- 1997–2001: King of the Hill (Stimme, 4 Folgen)
- 1998–2001: Emergency Room – Die Notaufnahme (ER, 3 Folgen)
- 2001: The Agency – Im Fadenkreuz der C.I.A. (The Agency, 2 Folgen)
- 2002: Philly (eine Folge)
- 2002: Alias – Die Agentin (Alias, eine Folge)
- 2004: Duck Dodgers (Stimme, eine Folge)
- 2005: The West Wing – Im Zentrum der Macht (The West Wing, eine Folge)
- 2005: Numbers – Die Logik des Verbrechens (NUMB3RS, eine Folge)
- 2005–2007: CSI: Miami (2 Folgen)
- 2007–2008: Prison Break (2 Folgen)
- 2009: Encrucijada
- 2009: Burn Notice (eine Folge)
- 2009: The Storm – Die große Klimakatastrophe (The Storm, eine Folge)
- 2011: El aparecido
- 2013: CSI: Vegas (CSI: Crime Scene Investigation, eine Folge)
- 2013: Touch (eine Folge)
- 2012–2014: Dallas (4 Folgen)
- 2014: Zeit der Sehnsucht (Days of Our Lives, 2 Folgen)
- 2018: Shooter (eine Folge)
- 2017–2018: Madam Secretary (3 Folgen)
- 2016–2019: Jane the Virgin (3 Folgen)
- 2020: Deathstroke: Knights & Dragons (Stimme, eine Folge)
- 2020: Onyx Equinox (Stimme, 3 Folgen)
- 2020–2021: All Rise – Die Richterin (All Rise, 3 Folgen)
- 2021: Seattle Firefighters – Die jungen Helden (Station 19, eine Folge)
- 2022: Better Things (eine Folge)

## Computerspiele (Stimme)
- 1997: Herc’s Adventures
- 1998: StarCraft: Brood War
- 2000: Diablo II
- 2000: Sacrifice

## Theater (Auswahl)
- Rosenkrantz und Güldenstern sind tot (Teatro Universitario, San Miguel de Tucumán)[7][8]
- 1971: Rosenkrantz und Güldenstern sind tot (Teatro Cervantes, Buenos Aires)[7][8]
- 1971: Rosenkrantz und Güldenstern sind tot (Universität von Kansas)
- 1975: Holiday for a Unicorn (Argentinien)
- 1979: Othello (New York Shakespeare Festival, Delacorte Theater, New York City)[7]
- 1979: Coriolanus (New York Shakespeare Festival, Delacorte Theater, New York City)[7]
- 1980: Watch on the Rhine (Center Stage, Baltimore)
- 1982: Animal Crackers (Kreeger Theater, Washington, D.C.)[9]
- 1986: Greencard (Mark Taper Forum, Los Angeles)
- 2017: Destiny of Desire (Albert Theatre, Chicago)[8]